# Oleksandrodar, Domanivka
Oleksandrodar (în ucraineană Олександродар) este un sat în comuna Frunze din raionul Domanivka, regiunea Mîkolaiiv, Ucraina.

## Demografie
Componența lingvistică a localității Oleksandrodar
     Ucraineană (91,1%)
     Rusă (5,76%)
     Română (3,14%)
Conform recensământului din 2001, majoritatea populației localității Oleksandrodar era vorbitoare de ucraineană (91,1%), existând în minoritate și vorbitori de rusă (5,76%) și română (3,14%).